# Rau
Rau é uma cidade e uma nagar panchayat no distrito de Indore, no estado indiano de Madhya Pradesh.

## Demografia
Segundo o censo de 2001, Rau tinha uma população de 20,845 habitantes. Os indivíduos do sexo masculino constituem 51% da população e os do sexo feminino 49%. Rau tem uma taxa de literacia de 63%, superior à média nacional de 59.5%: a literacia no sexo masculino é de 72% e no sexo feminino é de 54%. Em Rau, 16% da população está abaixo dos 6 anos de idade.